# Thủy điện Bản Vẽ
Thủy điện Bản Vẽ là công trình thủy điện xây dựng tại thượng nguồn Nậm Nơn (sông Lam). Đập chính và nhà máy điện đặt tại bản Vẽ, xã Yên Na, huyện Tương Dương, tỉnh Nghệ An, Việt Nam .
Thủy điện Bản Vẽ có công suất thiết kế 320 MW, sản lượng điện hàng năm 1084 triệu KWh. Đập của thủy điện tạo ra hồ Bản Vẽ, diện tích lưu vực 8.700 km², thuộc địa bàn bốn xã: Yên Na, Hữu Khuông, Mai Sơn và Nhôn Mai. Đây là công trình thủy điện lớn nhất khu vực bắc miền Trung và tỉnh Nghệ An. Công trình đồng thời cung cấp một phần điện cho nước bạn Lào. Ngoài ra, thủy điện Bản Vẽ còn cung cấp nước sinh hoạt, sản xuất, đẩy mặn, chống lũ cho vùng hạ lưu sông Cả .

## Các thông số chính
- Chiều dài đập theo đỉnh: 509 m
- Chiều cao đập lớn nhất: 137 m
- Mực nước bình thường: 200 m
- Dung tích hồ chứa nước: 1,8 tỷ m³
- Diện tích lưu vực hồ chứa: 8.700 km²
- Số tổ máy: 2 tổ
- Công suất thiết kế: 320 MW
- Loại đập: Bê tông đầm lăn, hầm dẫn nước, nhà máy hở
- Thời gian thi công: Khởi công năm 2005, phát điện hòa lưới năm 2010 [3].

Xuôi dòng Nậm Nơn chứng 11 km là thủy điện Nậm Nơn 19°17′46″B 104°25′15″Đ / 19,29621°B 104,420913°Đ hoạt động liên hợp với thủy điện Bản Vẽ.

## Tác động môi trường dân sinh

### Sự cố chết người khi thi công, 2007
Ngày 15/12/2007 đã xảy ra sự cố đất đá trượt, sạt ngay sau khi nổ mìn trong khu khai thác đất đá. Sự cố làm hàng chục người bị vùi lấp, trong đó có 18 người đã thiệt mạng .

### Tái định cư
Việc tái định cư thì theo truyền thống của thủy điện là "làm nhà" cho bà con ở rồi để đấy. Nó dẫn đến tình trạng bà con không có đất đai để canh tác, nên lâm vào cảnh đói nghèo. Một số đã tìm cách trở lại lòng hồ để sống tạm bợ . Hiện đang có những nỗ lực để giải quyết dứt điểm "hậu" tái định cư, và đang trong quá trình thực hiện.

### Nghịch lý khát điện ở sát thủy điện
Các thủy điện thi công thì đời sống của nhân dân trong vùng bị xáo trộn. Khi thủy điện hoàn thành thì bỏ lại những làng bản ở sát thủy điện không được cấp điện. Nghịch lý khát điện đang diễn ra đến năm 2019 với 5/10 bản của xã Lượng Minh, xã nằm kẹp giữa nhà máy thủy điện Bản Vẽ và Nậm Nơn.

## Thắng cảnh liên quan
Trong vùng hồ Bản Vẽ có thắng cảnh Hang Thẩm Nậm (hay Thẳm Nặm) trong dãy núi Phá Chầng ở bản Xiêng Lằm xã Hữu Khuông 19°30′45″B 104°37′29″Đ / 19,5125°B 104,624722°Đ. Đó là hang dạng karst trong núi đá vôi.

## Chỉ dẫn
1. ↑  Trong tiếng Thái-Tày "Nậm" có nghĩa là nước, sông, suối.